# ITunes Festival: London 2011 (Foo Fighters)
iTunes Festival: London 2011 è il secondo EP del gruppo musicale statunitense Foo Fighters, pubblicato il 22 luglio 2011 dalla Roswell Records.

## Descrizione
Pubblicato esclusivamente per il download digitale, l'EP contiene sei brani estratti dal concerto tenuto dai Foo Fighters l'11 luglio 2011 al The Roundhouse di Londra, in occasione dell'annuale iTunes Festival.

## Tracce
Testi e musiche di Foo Fighters, eccetto dove indicato.
1. The Pretender (Live) – 5:35
2. White Limo (Live) – 3:14
3. Arlandria (Live) – 5:43
4. Walk (Live) – 4:28
5. These Days (Live) – 5:51
6. Everlong (Live) – 5:23 (Dave Grohl)

## Formazione
Gruppo
- Dave Grohl – voce, chitarra
- Chris Shiflett – chitarra
- Pat Smear – chitarra
- Nate Mendel – basso
- Taylor Hawkins – batteria, cori

Altri musicisti
- Rami Jaffee – tastiera